# Grupo de combate Nórdico
El Grupo de combate Nórdico (NBG) es uno de los Grupos de combate de la Unión Europea. Está comandado por Karl Engelbrektson y tiene establecido su cuartel general en Enköping, Suecia. Consiste en 2400 soldados aportados por los países participantes. En un principio la distribución fue la siguiente:
- Suecia: 2000
- Finlandia: 200
- Noruega: 150
- Estonia: 50
- Irlanda: posible incorporación

Actualmente los efectivos se distribuyen de la siguiente manera:
- Suecia: 1900
- Finlandia: 60
- Noruega: 50
- Estonia: 50
- Irlanda: 170
- Letonia: 150
- Lituania: 50

El comando militar estratégico del grupo está constituido en cooperación con el Reino Unido.

## Orden de batalla

Los países del Grupo de combate Nórdico.

La unidad emplea una organización modular con un batallón de rifle mecanizado como núcleo. El apoyo y las funciones logísticas son incorporadas en el grupo de batalla y existen entramados para la integración de recursos adicionales. Estos recursos varían desde artillería, defensa aérea, inteligencia y otros tipos de apoyo logístico.

## Historia
La unidad fue organizada durante el año 2007, con el comienzo de la formación de los grupos de combate de la Unión Europea. La unidad se activó el 1 de enero de 2008, siendo el tercer grupo de combate de la UE en hacer un servicio activo, el cual duró el semestre completo, cesando sus actividades y manteniéndose en reserva el 30 de junio de 2008. 
El grupo de combate volvió a prestar servicio activo durante el primer semestre de 2011, en aquella ocasión lo hizo de manera simultánea al grupo de combate 107 (compuesto por Alemania, Holanda, Finlandia, Austria y Lituania). Volvió a terminar su actividad el 30 de junio de 2011.
Su último servicio activo fue durante el primer semestre de 2015, durante el que modificó su cooperación pasando de hacerla con el Reino Unido a hacerla con Francia. Además, Letonia y Lituania se unieron al grupo de combate en este semestre, finalizando el servicio el 30 de junio de 2015.
Hasta el momento no ha tomado parte en ninguna operación militar.